# 23313 Supokaivanich
23313 Supokaivanich è un asteroide della fascia principale. Scoperto nel 2001, presenta un'orbita caratterizzata da un semiasse maggiore pari a 2,2438324 UA e da un'eccentricità di 0,1684138, inclinata di 5,62917° rispetto all'eclittica.